# إرنست باين (لاعب كرة قدم)
إرنست باين (بالإنجليزية: Ernest Payne)‏ (1903 - ) هو مدرب كرة قدم ولاعب كرة قدم بريطاني (وحمل سابقاً جنسية المملكة المتحدة لبريطانيا العظمى وأيرلندا) في مركز الدفاع. لعب مع إكسيلسيور روبيه ونادي بولون.

## وصلات خارجية
- إرنست باين (لاعب كرة قدم) على موقع قاعدة بيانات كرة القدم.إي يو (الإنجليزية)